# Reginbert von Seldenbüren
Reginbert von Seldenbüren, heute Sellenbüren, auch Reinbert von Seldenbüren († 29. Dezember 964 in St. Blasien) ist der legendäre Gründer des benediktinischen Klosters St. Blasien im Schwarzwald.

## Gründungsgeschichte des Klosters St. Blasien im Schwarzwald
Die Gründungsgeschichte des Klosters St. Blasien ist widersprüchlich. Bereits im 9. Jahrhundert bestand eine wohl von einem Adligen namens Sigemar im Jahr 856 oder 858 gegründete Einsiedelei im Schwarzwald. Sie wurde als Cella Alba oder Klause Albzell bezeichnet. Sigemar übergab sie wohl dem Kloster Rheinau. Die Cella Alba erhielt das Patrozinium St. Blasien, nachdem vom Kloster Rheinau aus Rom erhaltene Reliquien des Heiligen Blasius dorthin transferiert wurden.
Möglicherweise war das Kloster St. Blasien im 10. Jahrhundert zeitweise unbewohnt, wodurch es zu der Gründungsgeschichte, dass der Adlige Reginbert von Seldenbüren Gründer des Klosters St. Blasien gewesen sei, gekommen sein kann. Nachdem Reginbert als Eremit in den Schwarzwald gegangen sei, habe er sich in der Cella Alba niedergelassen, dem Kloster große Schenkungen gemacht und sei selber Benediktinermönch geworden. Seitdem galt er als hoch angesehener Gründer, Stifter und Wohltäter der Abtei.
Reginbert starb 964 und wurde in St. Blasien beerdigt. Seine Gebeine wurden im Jahr 1927 in den alten Mönchschor des Doms von St. Blasien umgebettet. Das war bereits 1739 nach dem Abbruch des alten Münsters und nochmals 1768 nach dem Brand geschehen.

## Darstellung in der Kunst
Aus der Mitte oder dem Ende des 13. Jahrhunderts ist ein Buchkastendeckel erhalten, auf dem zentral Maria mit dem Kind im Arm dargestellt wird, links von ihr sieht man Reginbert in der Kleidung eines Edelmannes, rechts von ihr wurde Arnold II., Abt des Klosters St. Blasien in den Jahren 1247–1276, abgebildet. Dieses Kunstwerk befindet sich heute in der Kunstsammlung des Stiftes Sankt Paul im Lavanttal.
Das Kloster St. Blasien schmückt ein Fresko des beginnenden 20. Jahrhunderts, auf dem Reginbert seine Schenkung dem Heiligen Konrad, Bischof von Konstanz der Jahre 943–975, übergibt.

## Gedenktag
Der katholische Gedenktag Reginberts ist der 29. Dezember.